# Essa Saidykhan
Essa Saidykhan (* 20. Jahrhundert aus Niamina Dankunku) ist ein gambischer Politiker.

## Leben
| Parlamentswahl | Stimmen | Stimmanteil      |
| -------------- | ------- | ---------------- |
| 2007           | 1.047   | 52,53 %          |
| 2012           | n/a     | nicht angetreten |
| 2017           | 145     | 6,44 %           |
| 2022           | 299     | 10,69 %          |

Saidykhan trat bei der Wahl zum Parlament 2007 als Kandidat der Alliance for Patriotic Reorientation and Construction (APRC) im Wahlkreis Niamina Dankunku in der Janjanbureh Administrative Area an. Mit 52,53 % der Stimmen konnte er den Wahlkreis vor Samba Jallow (NRP) für sich gewinnen und damit einen Sitz in der National Assembly erlangen. In der folgenden Wahl zum Parlament 2012 trat Saidykhan nicht erneut als Kandidat an. Als parteiloser Kandidat stellte er sich bei der Wahl zum Parlament 2017 im selben Wahlkreis, unterlag aber Jallow mit 6,44 % der Stimmen.
Er schloss sich später der United Democratic Party (UDP) an und trat bei den Parlamentswahlen 2022 erneut als Kandidat im selben Wahlkreis an. Er erreichte dabei 10,69 % der Stimmen hinter Jallow.